# Mercedes-Benz Cars
Mercedes-Benz Cars (MBC) ist das Geschäftsfeld der Mercedes-Benz AG für die Pkw-Marken Mercedes-Benz und Smart. Bis zur Trennung von Chrysler im Jahre 2007 hieß dieser Bereich Mercedes Car Group (MCG). Leiter des Geschäftsfelds ist der Vorstandsvorsitzende der Mercedes-Benz Group AG Ola Källenius.
Ende 2017 waren von den 289.321 Beschäftigten des Daimler-Konzerns 142.666 im Bereich MBC tätig, davon 107.654 in Deutschland.
Eckhard Cordes war vom 1. Oktober 2004 bis zum 31. August 2005 als Vorstandsmitglied der DaimlerChrysler AG mit dem Geschäftsfeld Personenwagen für die Sanierung der damaligen Mercedes Car Group verantwortlich, welche im ersten Quartal 2005 fast eine Milliarde Euro Verlust verbuchte. Nach dem angekündigten Ausscheiden von Jürgen Schrempp als Vorstandsvorsitzender von DaimlerChrysler legte Cordes sein Amt zum 30. August 2005 nieder, nicht zuletzt weil er selbst den Posten des Vorstandsvorsitzenden anstrebte. Sein Nachfolger wurde Dieter Zetsche, der in Personalunion seit dem 1. Januar 2006 auch Vorstandsvorsitzender der Daimler AG war, bis er 2019 beide Funktionen an Ola Källenius abgab.

## Werke

### Mercedes-Benz-Werk Stuttgart

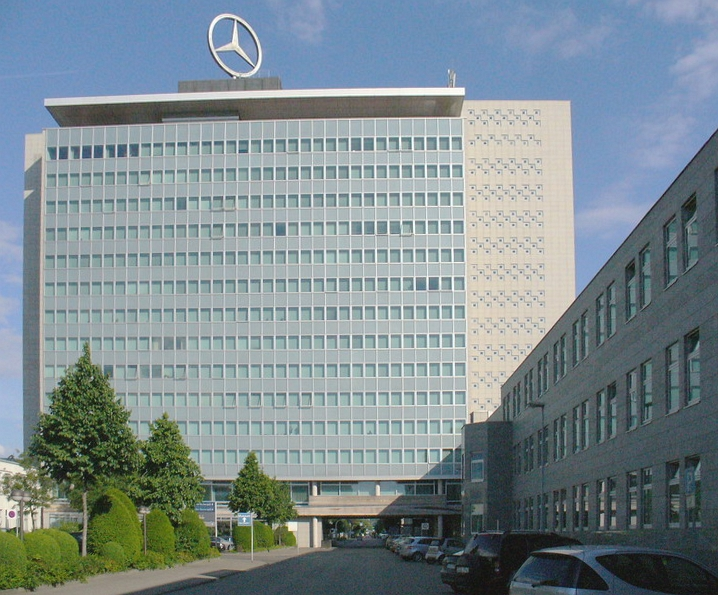
Konzernzentrale in Stuttgart-Untertürkheim

- Standort: Mercedesstraße 137, 70327 Stuttgart
- Produktionsfläche: 1.056.000 m²
- Fabrikgelände: 2.140.000 m²
- Produkte: Produktion von Motoren, Achsen, Getrieben, Komponenten einschließlich Vorbetrieben, Gießerei und Schmiede
- Mitarbeiter: rund 19.000 (Stand: 31. Dezember 2017)[2]
- Stuttgart-Möhringen war bis 2006 Sitz der Konzernzentrale. Es wurde beschlossen, die Zentrale von Stuttgart-Möhringen zurück nach Stuttgart-Untertürkheim zu verlegen. Die Gebäude und das Gelände in Stuttgart-Möhringen wurden 2007 verkauft, wurden aber noch bis 2011 als Alleinmieter genutzt.
- Stuttgart-Untertürkheim ist die Heimat der Entwicklungsabteilungen für Mercedes-Benz-Pkw-Motoren, -Achsen und -Getriebe (Mercedes-Benz Technology Center), für Transporter (Van Technology Center) sowie der LKW-Produktentwicklung.
- Im Werk Untertürkheim werden seit 1904 Motoren, Getriebe und Achsen produziert und an Produktionswerke in aller Welt versendet.

Zum Werk Untertürkheim gehören insgesamt sechs Standorte:

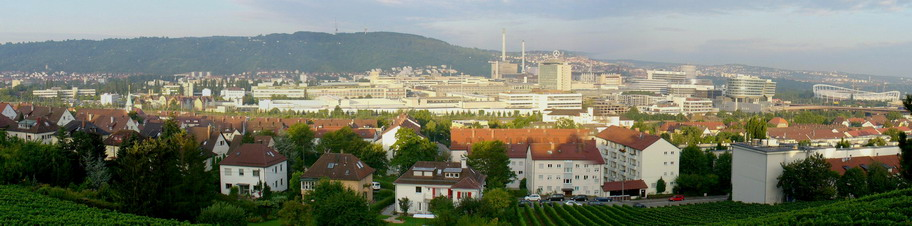
Stammwerk Untertürkheim

Untertürkheim, Bad Cannstatt, Hedelfingen, Mettingen, Brühl, Sirnau.
Werksgeschichte Werk Untertürkheim

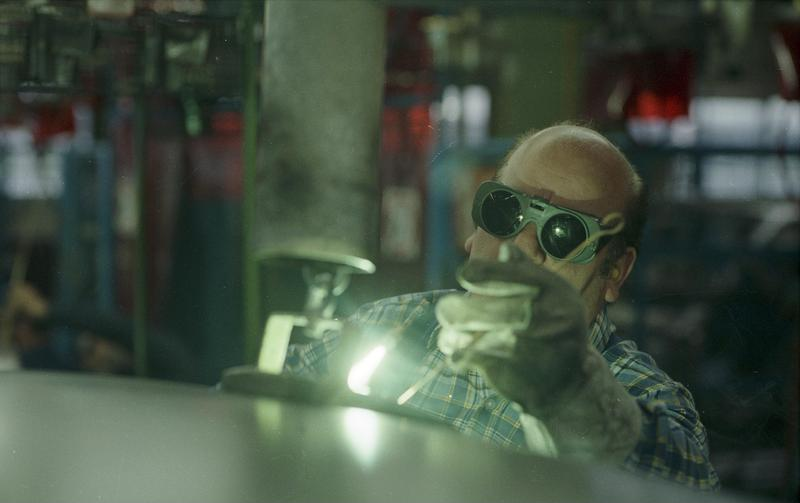
Arbeiter im Werk Untertürkheim

Der Firmensitz der Daimler-Motoren-Gesellschaft wurde 1904 von Cannstatt nach Untertürkheim verlegt, wo die Fahrzeugherstellung fortgesetzt wurde. Vier Jahre später, 1908, kam der erste Mercedes „Kardanwagen“ auf den Markt. Ab 1912 begann in Untertürkheim die Produktion von Nutzfahrzeugen, die bis 1921 andauerte. 1916 wurden die ersten 36 Lehrlinge im Werk ausgebildet. 1921 wurde der Dreizackstern im Kreis als offizielles Mercedes-Markenzeichen eingeführt.
1924 wurde der Mercedes 24/100/140 PS, der erste Serienwagen mit Kompressor-Motor, auf den Markt gebracht. Dieser Wagen war von Ferdinand Porsche, dem neuen Daimler-Chefkonstrukteur, entwickelt worden. 1926 fusionierte die Daimler-Motoren-Gesellschaft mit Benz & Cie. zur Daimler-Benz AG. Im selben Jahr wurde der Mercedes-Dreizackstern im Benz-Lorbeerkranz als neues Markenzeichen für Mercedes-Benz eingeführt. 1928 erzielten beim Großen Preis von Deutschland am Nürburgring die Fahrer Rudolf Caracciola, Otto Merz und Christian Werner mit dem Mercedes-Benz Typ SS die ersten drei Plätze.
1936 wurde der erste Serien-Pkw mit Dieselmotor, der Mercedes 260 D, auf der Berliner Automobil-Ausstellung vorgestellt. Drei Jahre später, 1939, siegte Hermann Lang beim Großen Preis von Tripolis vor Caracciola, beide mit dem 1,5 Liter Formel-Rennwagen W165.
Nach den schweren Zerstörungen durch die Luftangriffe auf Stuttgart im Zweiten Weltkrieg begann im Mai 1945 der Wiederaufbau des Werkes, das zu rund 60 Prozent zerstört worden war, mit 1240 Mitarbeitern. Ab 1946 begann die Nachkriegsproduktion mit Kastenwagen, Kranken- und Polizeifahrzeugen auf Basis des Mercedes-Benz 170 V. 1952 entwickelte die Rennsportabteilung des Werks den 300 SL mit „Flügeltüren“. 1959 begann mit dem Mercedes-Benz W 111 die Ära der Heckflossen.
Der Mercedes-Benz 600, der 1963 vorgestellt wurde, war zu seiner Zeit das exklusivste Fahrzeug auf dem Markt. 1968 verließ der einmillionste Fahrzeug-Dieselmotor der Nachkriegszeit das Werk. Ein Jahr später, 1969, sorgten die in Untertürkheim entwickelten Experimentalfahrzeuge Mercedes-Benz C 111 mit Wankelmotoren für großes Aufsehen. Bis 1975 fand eine Neustrukturierung und Produktionsausweitung durch neue Werkteile statt.

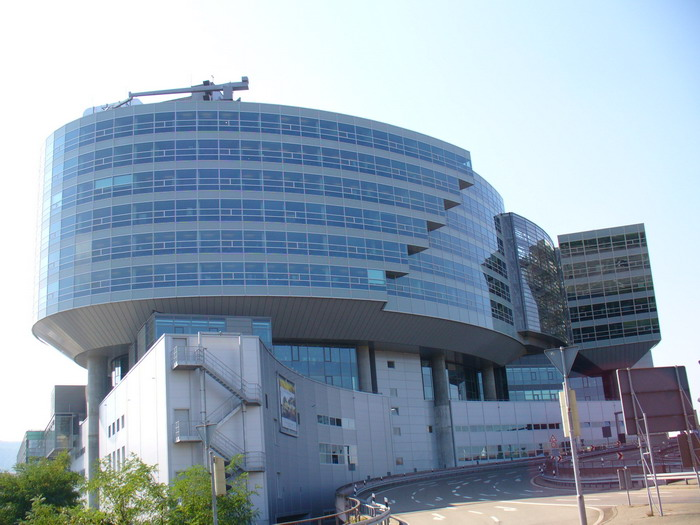
Van Technology Center (VTC)

Mercedes-Benz-Museum. Ansicht von der Freiluftarena her

1985 wurde der zehnmillionste Pkw-Motor produziert. Im selben Jahr betrug die tarifliche Wochenarbeitszeit 38,5 Stunden. 1989 zog ein Teil der Konzern-Zentralverwaltung nach Stuttgart-Möhringen, während die Leitung der Daimler-Benz AG weiterhin ihren Sitz in Untertürkheim behielt. 1995 erfolgte der Neubau des Werkes für V-Motoren in Bad Cannstatt, gefolgt von der Umgestaltung des Werkes für Reihenmotoren in Untertürkheim im Jahr 1997.
Im Jahr 1998 fusionierten Daimler-Benz und die US-amerikanische Chrysler Corp. zur DaimlerChrysler AG. 2000 überschritt die Jahresproduktion von Motoren die Millionengrenze, und 2002 waren in den sieben Werkteilen rund 21.000 Mitarbeiter beschäftigt, die täglich mehr als 4500 komplette Antriebssysteme produzierten.
2004 wurde im 100-jährigen Jubiläumsjahr die neue Logistikdrehscheibe „Zentralversand Übersee“ in Hedelfingen und ein neues Ausbildungszentrum in Brühl eingeweiht. Ein Jahr später, 2005, bezog das Van Technology Center (VTC) das Werk. 2006 wurde der Sitz der DaimlerChrysler-Zentrale in Deutschland von Stuttgart-Möhringen nach Untertürkheim verlegt. Im Mai 2006 wurde neben dem Werk die Mercedes-Benz Welt eröffnet, die das Mercedes-Benz-Museum und eine Verkaufsniederlassung (Mercedes-Benz-Center) umfasst. Im selben Jahr, nach der Trennung von Chrysler im August 2007, wurde die Firma auf der Hauptversammlung im Oktober 2007 in Daimler AG umbenannt. Das Motorenwerk Bad Cannstatt feierte im selben Jahr das zehnjährige Jubiläum.
2008 nahm die Serienproduktion des neuen Vierzylinder-Dieselmotors OM 651 ihren Anfang.
Die meisten Motoren für Pkw und Transporter sowie alle Getriebe und Achsen für Mercedes-Benz-Pkw werden hier produziert. Auch die Motoren der Formel-1-Wagen und Formel-3-Wagen werden hier entwickelt und getestet.

### Mercedes-Benz-Werk Sindelfingen
Das 15 km südwestlich von Stuttgart liegende Werk Sindelfingen ist eines der größten Werke des Konzerns.
- Im Werk befindet sich das zweite „Mercedes-Benz Technology Center“ (PKW-Entwicklungsabteilungen) für Design, Karosserie und Fahrwerk.
  - Von 2002 bis 2012 war dort die Maybach-Manufaktur ansässig.
- MBC-Mitarbeiter: > 25.000, insgesamt rd. 35.000 (Stand 31. Dezember 2017)[3]
- Produktionsfläche: 1.305.557 m²
- Fabrikgelände: 2.955.944 m²

### Mercedes-Benz-Werk Rastatt

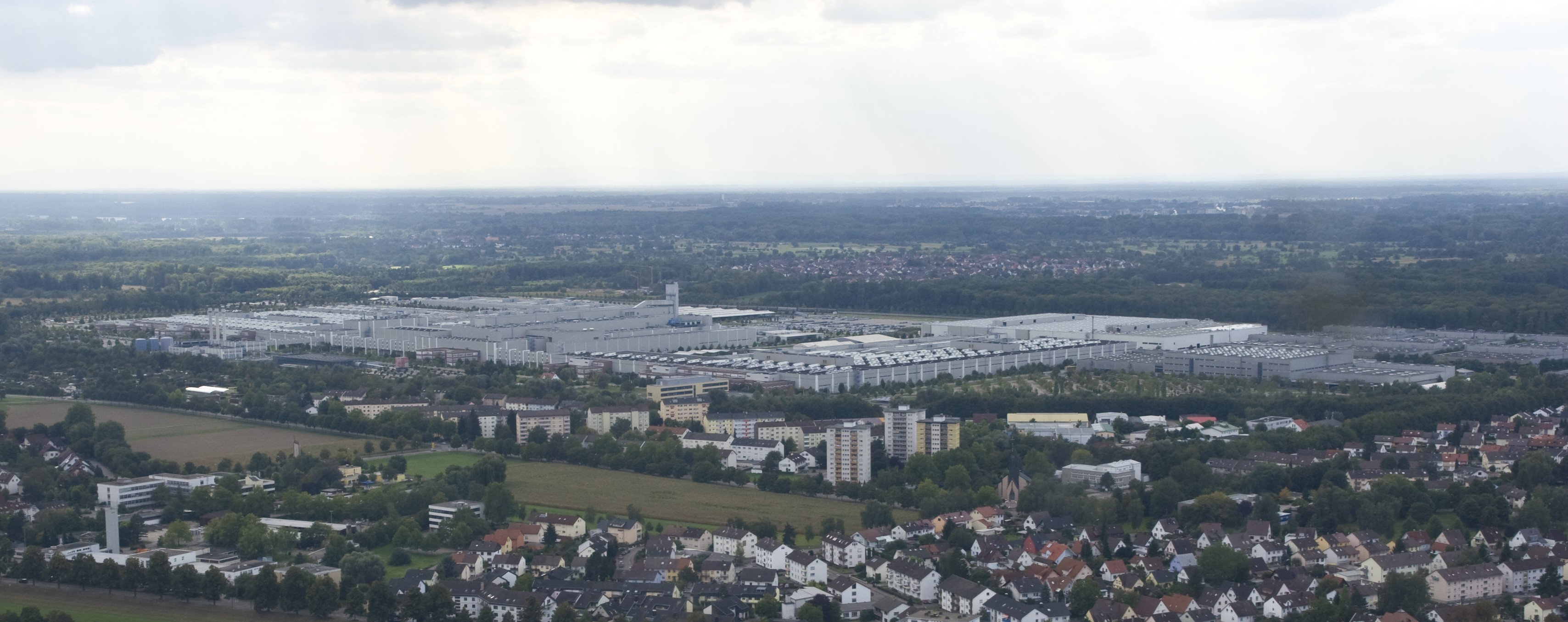
Luftbild des Werks Rastatt

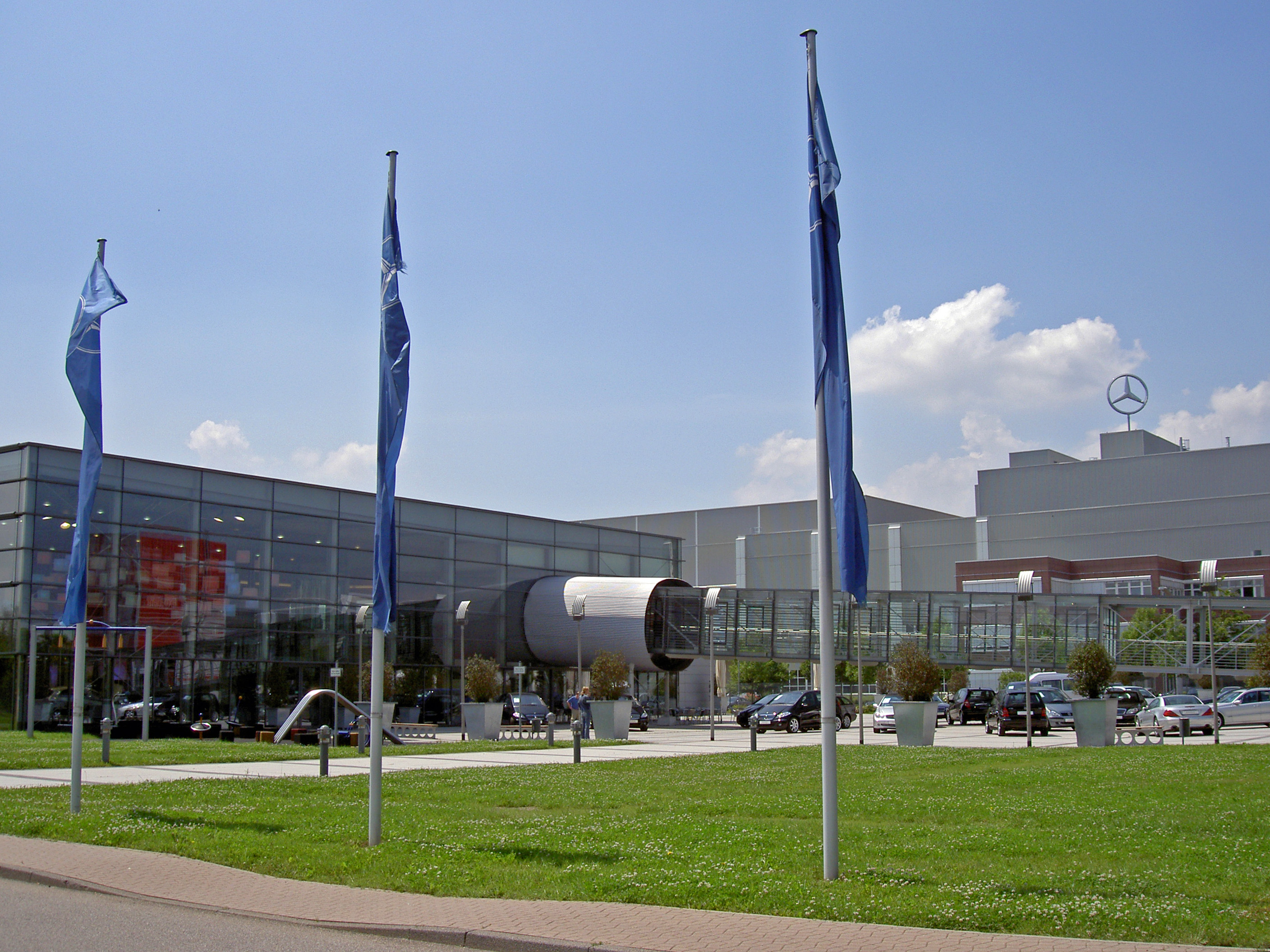
Werk Rastatt mit Kundencenter

- Personalstand am Standort: > 6.100 (Stand September 2023)[4]
- Produktionsfläche: 405.682 m²
- Fabrikgelände: 1.473.000 m²

Das Daimler-Werk in Rastatt war ursprünglich als drittes PKW-Montagewerk neben Sindelfingen und Bremen geplant, als Parallelwerk zu Sindelfingen zur Produktion der damaligen Baureihe W 124. Das Werk war von einer gemeinsamen Projektgruppe aus Daimler-Benz-Vorstand und Gesamtbetriebsrat als moderne, „humane Fabrik“ konzipiert worden, in dem die Bandfertigung auf ein Minimum reduziert und moderne Fertigungsmethoden, wie Boxenfertigung, Mitfahrbänder und Gruppenarbeit zum Einsatz kamen. Im Januar 1992 wurde das Daimler-Benz-PKW-Montagewerk in Rastatt selbständiges Werk. Bis 1996 wurde dort mit knapp 1500 Beschäftigten die Mercedes-Benz E-Klasse für den amerikanischen Markt gebaut. Danach wurde das Werk für ein halbes Jahr geschlossen und komplett für die Produktion der Mercedes-Benz A-Klasse umgebaut. Die modernen „humanen“ Fertigungsmethoden traten dabei zugunsten der klassischen Bandfertigung wieder in den Hintergrund. 1997 kehrten die an die Standorte Sindelfingen, Gaggenau und Wörth entsandten Arbeiter des Werkes Rastatt an ihre ursprüngliche Wirkungsstätte zurück und produzieren dort seitdem die A-Klasse. Im Oktober 1997 geriet dieser Fahrzeugtyp in die Schlagzeilen, da eine A-Klasse beim Elchtest, einem nur in Schweden durchgeführten extremen Brems- und Ausweichmanöver, umkippte, was Änderungen nötig machte. In einer dreimonatigen Auslieferungspause, während der erneut zahlreiche Mitarbeiter in andere Werke abgeordnet waren, wurde die A-Klasse mit modifiziertem Fahrwerk und serienmäßig eingebautem Elektronischen Stabilitätsprogramm (ESP) verbessert. Die Belegschaft wuchs bis zum Jahr 2001 auf über 5000 Beschäftigte an. Im Jahre 2004 musste die Fläche des Werkes nochmals vergrößert und umgebaut werden, da nun eine zweite Baureihe produziert werden sollte: Die Mercedes-Benz B-Klasse.
| Jahr | Fahrzeuge   |
| ---- | ----------- |
| 2011 | 177.572     |
| 2012 | 201.211     |
| 2013 | 286.628     |
| 2014 | 292.784     |
| 2015 | 310.205     |
| 2017 | > 330.000   |
| 2022 | ca. 210.000 |

Dort werden heute folgende Modelle gefertigt:
- A-Klasse
- B-Klasse
- CLA, dritte Generation (ab 2025)[4]
- GLA
- EQA

Die Fahrzeuge aus dem Werk Rastatt sind daran erkennbar, dass die 11. Stelle ihrer Fahrzeug-Identifizierungsnummer „J“ oder „K“ lautet.
Von 1996 bis 2009 fand in den Werkshallen jährlich das SWR3 New Pop Festival statt. Hierzu wurden erst kurz vor dem Beginn der jeweiligen Musikauftritte die Bänder angehalten.
Am 16. November 2012 lief das dreimillionste Fahrzeug vom Band, im November 2023 das sechsmillionste Fahrzeug.

### Mercedes-Benz-Werk Bremen

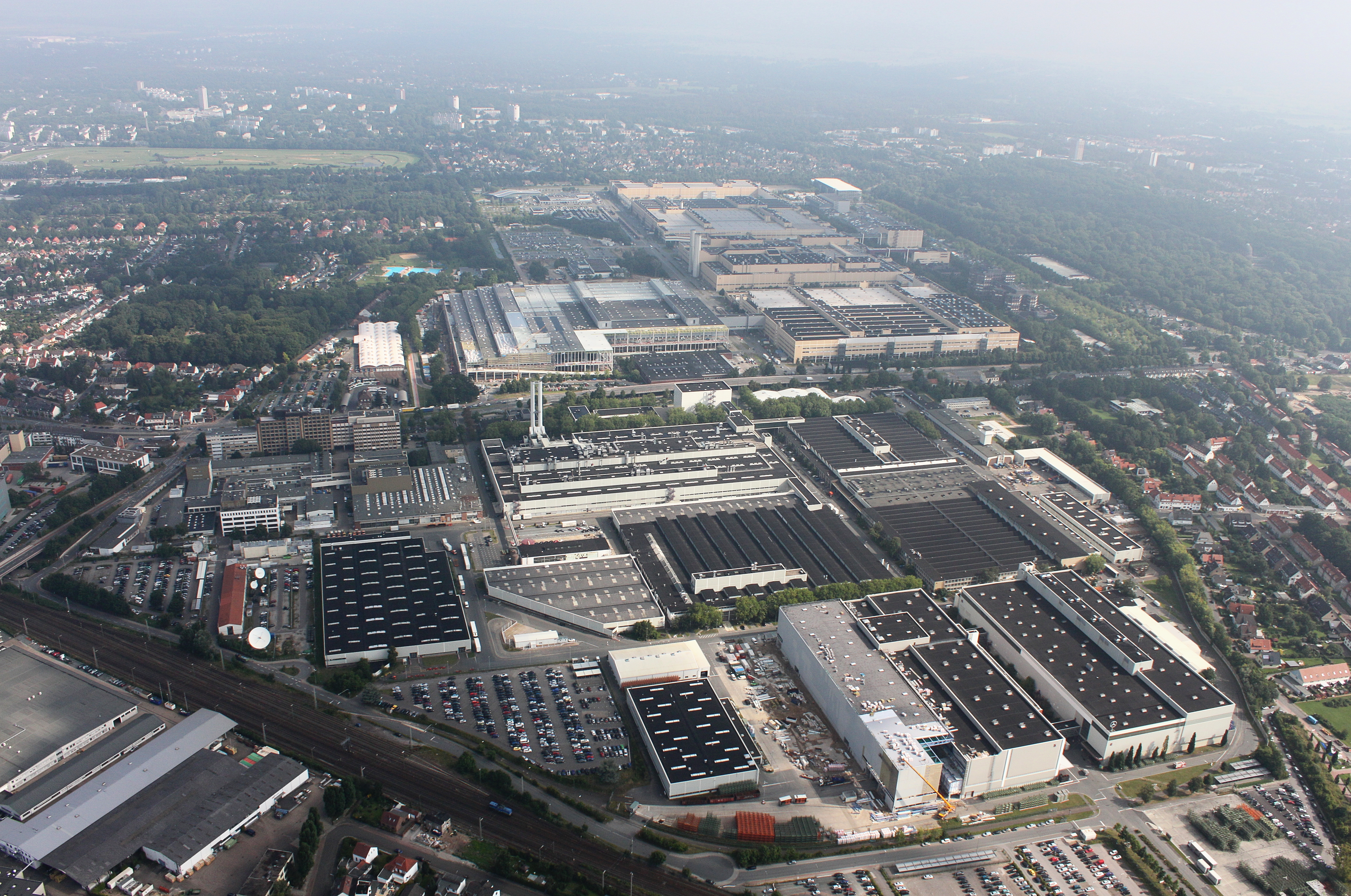
Luftbild des Werks in Bremen

- Personalstand am Standort: 11.000 (Stand: 2024)[2]
- Produktionsfläche: 584.500 m²
- Fabrikgelände: 1.390.000 m²

Das Werk in Bremen ist der größte private Arbeitgeber der Hansestadt und – nach Stückzahlen – das größte Produktionswerk im Daimler-Verbund. Es befindet sich im östlichen Bremer Stadtteil Sebaldsbrück. Der Standort war ab 1938 von Borgward als Stammwerk gebaut worden und wurde nach dem Konkurs von Borgward von Hanomag für den Bau von leichten Lkw und Baumaschinen übernommen. Daimler-Benz beteiligte sich 1969 an Hanomag-Henschel und übernahm den Fahrzeugbau von Hanomag-Henschel wenig später ganz, wodurch das Werk in den Daimler-Benz-Konzern integriert wurde. Anfangs wurden dort der Harburger Transporter und der Nachfolger Mercedes-Benz T 1 gebaut, später das T-Modell des W 123. Am Standort wurden bis 2025 mehr als 10 Millionen Fahrzeuge produziert.
| Jahr | Fahrzeuge |
| ---- | --------- |
| 2011 | 313.026   |
| 2012 | 316.621   |
| 2013 | 297.406   |
| 2014 | 338.495   |
| 2015 | 324.131   |
| 2023 | 277.000   |

Zurzeit werden in Bremen folgende Modelle gefertigt:
- C-Klasse
- CLE
- GLC
- GLC Coupé
- EQE
- SL
- AMG GT

Aufgrund seiner Nähe zu den bundesdeutschen Häfen, vor allem dem PKW-Hauptumschlagplatz Bremerhaven, produziert das Werk Bremen insbesondere auch für den Export nach Übersee.

### Mercedes-Benz-Werk Berlin
Am 2. Oktober 1902 übernahm die Daimler-Motoren-Gesellschaft (DMG) die marode Motorfahrzeug- und Motorenfabrik Berlin AG in Marienfelde. Am Anfang wurden dort noch Boots- und Schiffsmotoren hergestellt. 1905 begann die Produktion von LKW und Bussen; 1907 gefolgt von den ersten motorisierten Feuerwehrfahrzeugen. Während des Ersten Weltkrieges wurde 1917/1918 der erste deutsche Panzer A7V in Marienfelde entwickelt und gefertigt.
Im Zuge der Aufrüstung der Wehrmacht entwickelte und produzierte Daimler-Benz in Marienfelde den Panzerkampfwagen I. Für die kriegswichtige Produktion der Nachfolgetypen Panzer III und Panzer V ließ der Konzern mehr als 3.700 (Ende 1944) Zwangsarbeiter für sich arbeiten; darunter auch französische, sowjetische und polnische Kriegsgefangene. In Marienfelde gab es von Ende September 1944 bis Mitte April 1945 auch eine Außenstelle des KZ Sachsenhausen.
Heute werden hier PKW-Motoren für Mercedes-Benz gefertigt, unter anderem wurden der V12-Zylinder-Bi-Turbo-Motor M275/M285 für die S-Klasse und vormals den Maybach, der Diesel-Motor für den Smart, seit Mai 2005 bis September 2022 der Sechszylinder-Diesel-V-Motor OM642 und von 2005 bis 2010 der V8-Diesel OM629. Der OM 651 wird seit 2007 im Motorenwerk Kölleda gefertigt.
Das Werk Berlin wurde 2011 in der Kategorie „Produktionsnahe Dienstleistungen“ mit dem Green Buddy Award ausgezeichnet. Ende 2017 betrug der Personalstand > 2.500 Mitarbeiter.

### Mercedes-Benz-Werk Hamburg

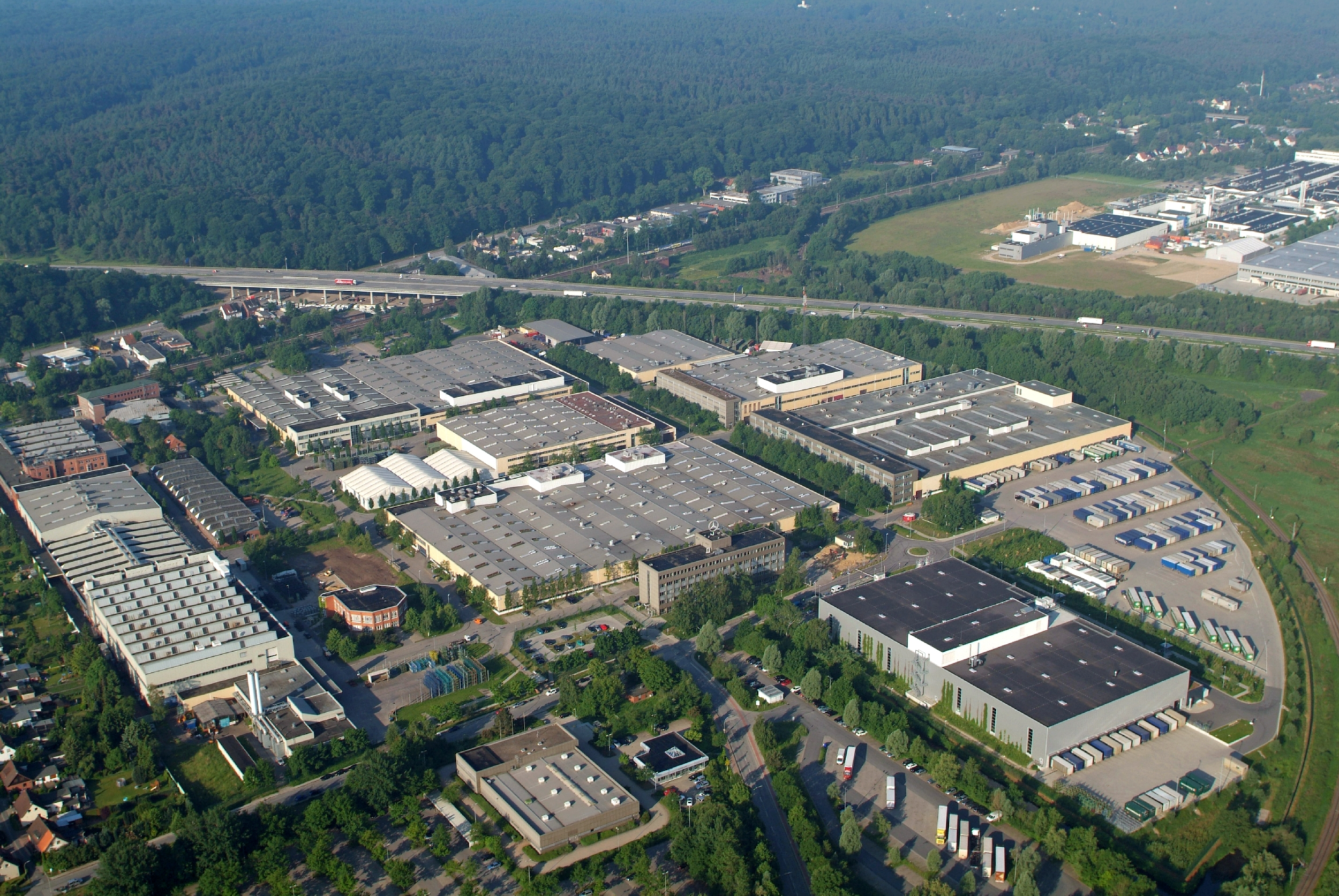
Mercedes-Benz-Werk Hamburg

Das Werk in Hamburg-Harburg (Bostelbek) hat heute keine vollständige Fahrzeugproduktion mehr. Vielmehr werden dort Achsen und Achskomponenten, Lenksäulen, Leichtbaustrukturteile sowie Komponenten der Abgastechnologie für nahezu alle Modelle der Marke Mercedes-Benz gefertigt. Seit 2019 werden zudem Antriebsmodule und elektrische Hinterachsen für das erste Elektrofahrzeug der Produkt- und Technologiemarke EQ sowie Integrierte Starter-Generatoren (iSGs) gefertigt. Es handelt sich um das ehemalige Tempo-Werk, das 1965 von Hanomag übernommen worden war. Durch die Übernahme von Hanomag-Henschel kam Daimler-Benz zu Beginn der 1970er Jahre in den Besitz des Werks. Der Standort prägte aufgrund der dort gefertigten Fahrzeuge den Begriff „Harburger Transporter“. Ende 2017 betrug der Personalstand > 2.500 Mitarbeiter.

### Motorenwerk Kölleda (MDC Power)
| Jahr | Beschäftigte | gebaute Motoren |
| ---- | ------------ | --------------- |
| 2009 | 306          | 238.414         |
| 2010 | 399          | 351.421         |
| 2011 | 530          | 474.010         |
| 2012 | 778          | 638.067         |
| 2013 | 914          | 795.733         |
| 2014 | 1.074        | 865.651         |

Das MBC-Tochterunternehmen MDC Power GmbH in Kölleda (Thüringen) stellt verschiedene Verbrennungsmotoren für Mercedes-Benz-Fahrzeuge her. Das Ende 2003 eröffnete Werk fertigte anfangs auch Motoren für Mitsubishi. Die Drei- und Vierzylinder-Ottomotoren in den Hubraumklassen 1,1, 1,3 und 1,5 Liter mit einer Leistungsspanne von 55 bis 80 Kilowatt wurden in die Mitsubishi Colt für den europäischen und japanischen Markt sowie in einige asiatische Varianten des Mitsubishi Lancer eingebaut und bis Mitte 2006 auch für den Smart Forfour und das Colt Cabrio produziert.
Die Produktion des Dreizylinder-Dieselmotors OM 660 für den Smart Fortwo wurde 2007 vom Werk Berlin nach Kölleda verlagert und endete 2013. Seit August 2008 läuft bei MDC Power der Vierzylinder-Dieselmotor OM 651 für die Daimler AG und Drittabnehmer vom Band. Der Vierzylinder-Ottomotor M 270 für die aktuelle A- und B-Klasse sowie die CLA- und GLA-Modelle ist seit 2011 in der Fertigung. Der M 133 für die AMG-Modelle von A-Klasse, CLA und GLA wurde dort ebenfalls bis 2019 nach dem AMG-Prinzip „One man - one engine“ (Ein Mann, ein Motor) gebaut. Die Vier- und Sechszylinder Dieselmotoren der Baureihen OM 654 (seit 2015) und OM 656 (seit 2017) werden ebenfalls im Werk Kölleda montiert.

### Mercedes-Benz-Werk Kecskemét (Ungarn)

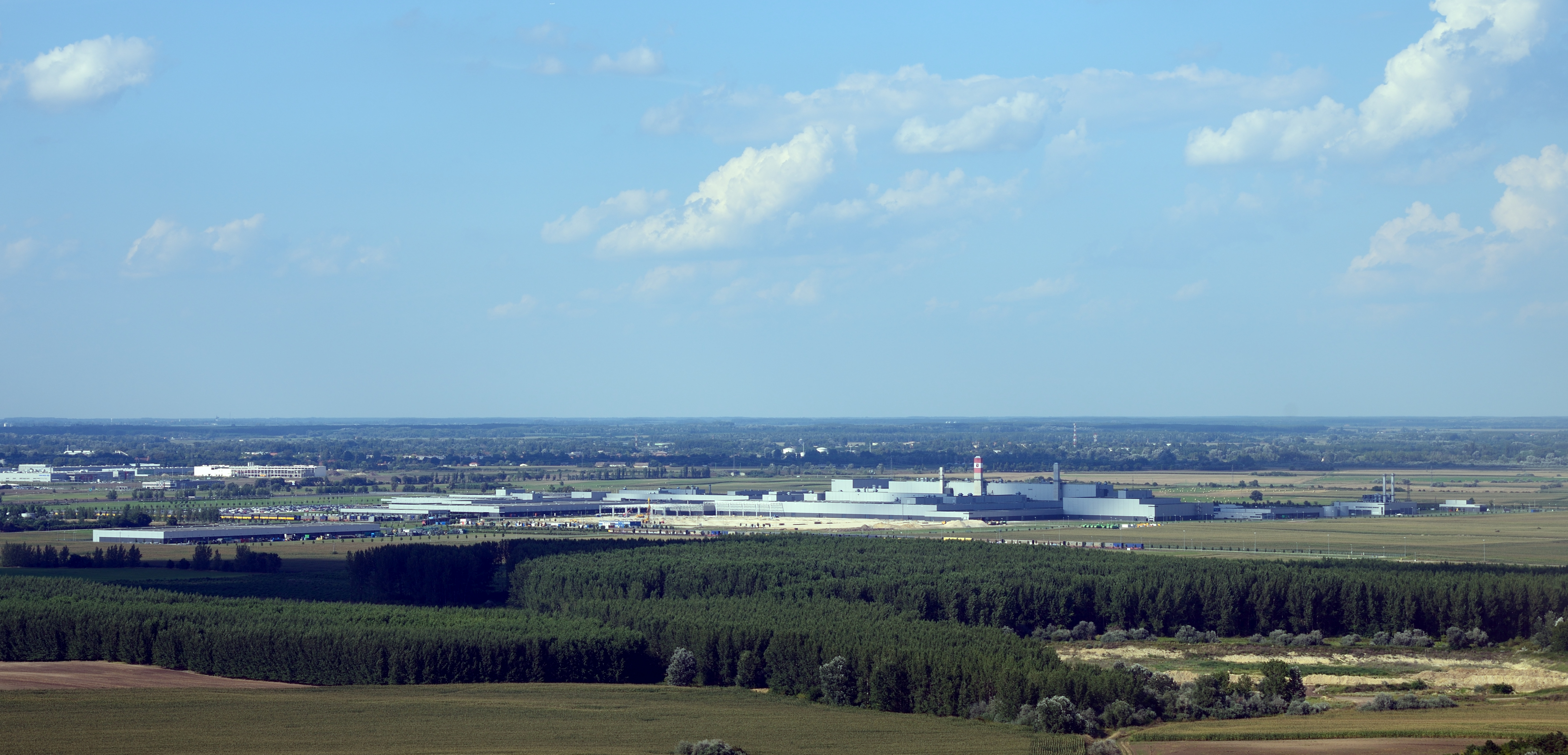
Mercedes-Benz Factory - Kecskemét, Ungarn

Das Mercedes-Benz Manufacturing Hungary Kft. gehörende Werk Kecskemét in Ungarn bildet mit dem Werk Rastatt einen Produktionsverbund für die Kompaktwagen der Daimler AG. Nach der Standortentscheidung 2008 startete im März 2012 die Fertigung der bereits in Rastatt gebauten B-Klasse (W 246), von der das ungarische Werk in jenem Jahr 41.035 Fahrzeuge baute. Im folgenden Jahr kam die ausschließlich in Ungarn produzierte CLA-Klasse (C 117) hinzu. Das Werk fertigte 2014 insgesamt 150.287 Fahrzeuge beider Baureihen (2013: 109.266). Seit Mai 2018 wird auch die A-Klasse gefertigt.
- Personalstand am Standort: > 1.400 (Stand 31. Dezember 2017)[2]
- Produktionsfläche: 250.315 m²
- Fabrikgelände: 1.420.000 m²

### Mercedes-Benz-Werk Tuscaloosa (Alabama, USA)
Das Werk Tuscaloosa in Vance (Alabama) ist das einzige Werk der Mercedes-Benz Group in den USA. Hier fertigen etwa 4.500 Mitarbeiter (Stand: 2022) der Tochtergesellschaft Mercedes-Benz U.S. International verschiedene SUV-Modelle des Konzerns.

### Mercedes-Benz-Werk East London (Südafrika)
| Jahr | Fahrzeuge |
| ---- | --------- |
| 2011 | 54.312    |
| 2012 | 60.030    |
| 2013 | 50.287    |
| 2014 | 45.881    |

Das Werk East London produziert die Rechtslenkerversionen („RHD“) der C-Klasse (im Wesentlichen für Märkte in Großbritannien, Südafrika und Länder in Asien, z. B. Japan, Thailand, Malaysia). Es produziert seit 2007 auch die C-Klasse für den Export in die USA.
Ende 2017 betrug der Personalstand > 3.300 Mitarbeiter.

### Mercedes-Benz-Werk Moscovia (Russland)
Nach zweijähriger Bauzeit wurde 2019 das Werk Moscovia im Industriepark Esipovo in der Oblast Moskau eröffnet und mit der Produktion der E-Klasse begonnen. Folgen sollten auch SUV-Modelle. Die eigens gegründete Produktionsgesellschaft Mercedes-Benz Manufacturing Rus Ltd. (MBMR) ist ein Gemeinschaftsunternehmen mit Daimler Kamaz RUS (DK RUS), das wiederum ein 50/50-Joint-Venture von Daimler Truck und dem russischen Kfz-Hersteller KAMAZ ist. Die Mercedes-Benz Group hält 80 % und DK RUS 20 % der Anteile an MBMR. Die Zahl der Beschäftigten sollte auf mehr als 1.000 gesteigert werden.
Auf Grund des Russland-Ukraine Kriegs ist die Produktion seit dem 2. März 2022 eingestellt.

### Smart-Werk in Hambach, Lothringen (Frankreich)
| Jahr | Fahrzeuge |
| ---- | --------- |
| 2011 | 103.635   |
| 2012 | 104.155   |
| 2013 | 98.239    |
| 2014 | 87.195    |

Im „Smartville Hambach“ genannten Werk in Hambach, wird der Smart Fortwo produziert. Ende 2017 betrug der Personalstand > 800 Mitarbeiter.

### Montagewerke im Besitz von Dritten
Es existieren weitere PKW-Montagewerke, in denen Mercedes-Fahrzeuge produziert werden. Diese Werke befinden sich jedoch nicht im Mehrheitsbesitz der Daimler AG, sondern werden von lokalen Importeuren und Herstellern einzelner Länder gehalten, teils mit Minderheitsbeteiligung der Daimler AG und zu Teilen personeller Unterstützung (Werksleitung, Qualitätssicherung). Diese finden sich z. B. in Thailand und in China. Teils werden diese Werke aus anderen Daimler-Werken mit Teilen versorgt und führen die Endmontage durch („CKD“-Fahrzeuge). Oft hat diese Aufteilung steuerliche Gründe oder entspricht örtlichen Gesetzeslagen, die den Import von betriebsbereiten Neufahrzeugen hoch besteuern, oder die lokale Gesetzgebung erlaubt keinen Mehrheitsbesitz von Unternehmen in den Händen von Ausländern.

## Abgesetzte Fahrzeuge
| Land                | 2024           | 2023           | 2022           | 2021      | 2020      | 2019      | 2018      | 2017      | 2016    | 2015    | 2014    | 2013      | 2012      | 2011      | 2010      | 2009      |
| ------------------- | -------------- | -------------- | -------------- | --------- | --------- | --------- | --------- | --------- | ------- | ------- | ------- | --------- | --------- | --------- | --------- | --------- |
| Weltweit gesamt     | etwa 2,39 Mio. | etwa 2,49 Mio. | etwa 2,45 Mio. | 1.943.900 | 2.087.200 | 2.385.400 | 2.383.000 | 2.374.000 | ?       | ?       | ?       | 1.565.600 | 1.451.600 | 1.381.400 | 1.276.800 | 1.093.900 |
| davon Mercedes-Benz |                |                |                | 1.905.500 | 2.052.000 | 2.278.300 | 2.253.000 | 2.238.000 | ?       | ?       | ?       | 1.467.400 | 1.345.900 | 1.281.700 | 1.182.500 | 980.000   |
| davon smart         |                |                |                | 38.400    | 35.200    | 107.100   | 130.000   | 136.000   | ?       | ?       | ?       | 98.200    | 105.700   | 99.700    | 94.300    | 113.900   |
| Deutschland         |                |                |                | 217.000   | 281.000   | 335.000   | 323.800   | 319.900   | 313.700 | 295.700 | 272.500 | 279.900   | 289.900   | 290.700   | 292.900   | 297.800   |
| China               |                |                |                | 734.700   | 758.100   | 694.200   | 677.700   | 618.800   | 487.600 | 400.400 | 292.700 | 238.700   | 208.500   | 223.100   | 160.000   | 67.500    |
| USA                 |                |                |                | 251.400   | 248.800   | 313.000   | 327.200   | 337.900   | 347.200 | 359.100 | 344.400 | 318.500   | 299.700   | 250.400   | 220.500   | 203.000   |
| Großbritannien      | k. A.          | k. A.          | k. A.          | k. A.     | k. A.     | k. A.     | 171.300   | 184.500   | 178.600 | 154.000 | 127.500 | 114.400   | 101.900   | 85.000    | 81.900    | 74.400    |
| Italien             | k. A.          | k. A.          | k. A.          | k. A.     | k. A.     | k. A.     | 87.400    | 92.200    | 88.700  | 75.400  | 61.300  | 64.100    | 64.900    | 73.600    | 76.900    | 80.000    |
| Frankreich          | k. A.          | k. A.          | k. A.          | k. A.     | k. A.     | k. A.     | 76.200    | 76.500    | 71.600  | 61.500  | 54.900  | 50.800    | 52.500    | 50.100    | 52.900    | 53.100    |
| Japan               | k. A.          | k. A.          | k. A.          | k. A.     | k. A.     | k. A.     | 72.600    | 69.100    | 68.900  | 69.400  | 61.300  | 53.700    | 44.600    | 32.500    | 31.200    | 26.700    |
| Südkorea            | k. A.          | k. A.          | k. A.          | k. A.     | k. A.     | k. A.     | 68.100    | 67.500    | 61.900  | 46.600  | 35.700  | 24.300    | ?         | ?         | ?         | ?         |
| Spanien             | k. A.          | k. A.          | k. A.          | k. A.     | k. A.     | k. A.     | 57.200    | 55.600    | 52.300  | 43.500  | 33.500  | 25.300    | 22.500    | 24.000    | 30.300    | 28.000    |
| Kanada              | k. A.          | k. A.          | k. A.          | k. A.     | k. A.     | k. A.     | 45.200    | 46.000    | 42.900  | 41.900  | 36.000  | 33.900    | 32.900    | 30.400    | 29.700    | 27.400    |
| Australien          | k. A.          | k. A.          | k. A.          | k. A.     | k. A.     | k. A.     | ?         | ?         | 37.700  | 32.300  | 27.400  | ?         | ?         | ?         | ?         | ?         |
| Russland            | k. A.          | k. A.          | k. A.          | k. A.     | k. A.     | k. A.     | ?         | ?         | 36.000  | 41.700  | 49.800  | 45.000    | 37.800    | 29.800    | 20.300    | 12.100    |
| Belgien             | k. A.          | k. A.          | k. A.          | k. A.     | k. A.     | k. A.     | ?         | ?         | ?       | ?       | ?       | 25.700    | 22.400    | 22.100    | 21.500    | 19.900    |
| Südafrika           | k. A.          | k. A.          | k. A.          | k. A.     | k. A.     | k. A.     | ?         | ?         | ?       | 27.500  | 24.600  | 22.100    | 22.700    | 22.600    | 19.500    | ?         |

## Finanzdaten
| Jahr | Umsatz        | EBIT         |
| ---- | ------------- | ------------ |
| 2010 | 53,43 Mrd. €  | 4,656 Mrd. € |
| 2011 | 57,41 Mrd. €  | 5,192 Mrd. € |
| 2012 | 61,66 Mrd. €  | 4,391 Mrd. € |
| 2013 | 64,31 Mrd. €  | 4,006 Mrd. € |
| 2014 | 73,58 Mrd. €  | 5,853 Mrd. € |
| 2015 | 83,81 Mrd. €  | 7,926 Mrd. € |
| 2016 | 89,28 Mrd. €  | 8,112 Mrd. € |
| 2017 | 94,695 Mrd. € | 9,207 Mrd. € |
| 2018 | 93,103 Mrd. € | 7,216 Mrd. € |
| 2019 | 173 Mrd. €    | 4,3 Mrd. €   |
| 2020 | 154 Mrd. €    | 6,6 Mrd. €   |
| 2021 | 168 Mrd. €    | 29,7 Mrd. €  |
| 2022 | 153 Mrd. €    | 20,5 Mrd. €  |
| 2023 | 150 Mrd. €    | 19,7 Mrd. €  |
| 2024 | 146 Mrd. €    | 13,6 Mrd. €  |